# Phthersigena unicornis pallidifemur
Phthersigena unicornis pallidifemur es una subespecie de mantis de la familia Amorphoscelidae.

## Distribución geográfica
Se encuentra en Australia.